# Florin Acsinte
Florin Dorin Acsinte (Botoșani, 10 aprile 1987) è un ex calciatore rumeno, di ruolo difensore.

## Carriera
Ha sempre giocato nel campionato rumeno, alternandosi tra la massima serie e la seconda divisione.

## Palmarès

### Club

#### Competizioni nazionali
- Coppa di Romania: 1

Voluntari: 2016-2017
- Supercoppa di Romania: 1

Voluntari: 2017